# به کسی ربطی ندارد
«به کسی ربطی ندارد» (به انگلیسی: Ain't Nobody's Business) یک ترانه بلوز محصول دهه ۱۹۲۰ است که توسط چندین خواننده از جمله بیلی هالیدی اجرا شده و به یکی از کلاسیک های بلوز مبدل گشته است.